# ريمي شاند
ريمي شاند هو كاتب أغاني وملحن ومغني كندي، ولد في 1978 في وينيبيغ في كندا.

## وصلات خارجية
- ريمي شاند على موقع IMDb (الإنجليزية)
- ريمي شاند على موقع ميوزك برينز (الإنجليزية)
- ريمي شاند على موقع أول ميوزيك (الإنجليزية)
- ريمي شاند على موقع ديسكوغز (الإنجليزية)